# بارافورمالدهيد
بارافورمالدهيد هو أصغر بولي أوكسي ميثيلين، والمنتج من بلمرة الفورمالديهايد مع درجة البلمرة من 8 إلى 100 وحدة. بارافورمالدهيد لديه عادة رائحة خفيفة من الفورمالديهايد بسبب التحلل. بارافورمالدهيد هو الاسيتال البولي فينيل.
بارافورمالدهايد هو مسحوق أبيض ، ينقسم تحت تأثير الحرارة أو في محلول ذو pH منخفض ، ينقسم إلى فورمالدهايد.